# Glaucus (koning)
Glaucus (Oudgrieks: Γλαῦκος, Glaykos) was een Korinthiër en koning van Korinthe of Potniae.
Hij was de zoon van Sisyphus en Merope, die bij Eurymeda Bellerophon verwekte.
Hij versmaadde de macht van Aphrodite, die zich wreekte door zijn paarden razend te maken, toen hij aan de lijkfeesten van Pelias deelnam, zodat zij hem van de wagen afwierpen en verscheurden. Hij gold na zijn dood voor een demon (Ταράξιππος, Taráksippos), die bij de Isthmische Spelen de paarden bij de wedrennen schuw maakte.
Met Poseidon, die ook als vader van Bellerophon voorkomt, staat hij in nauwe verbinding en was waarschijnlijk oorspronkelijk hetzelfde wezen als de vorige. Wat in Boeotië in de visser en de god Glaucus was verenigd, schijnt men te Korinthe te hebben gescheiden, zodat het goddelijke op Melicertes, het menselijke op de heros Glaucus werd toegepast.